# Regent von Frankreich

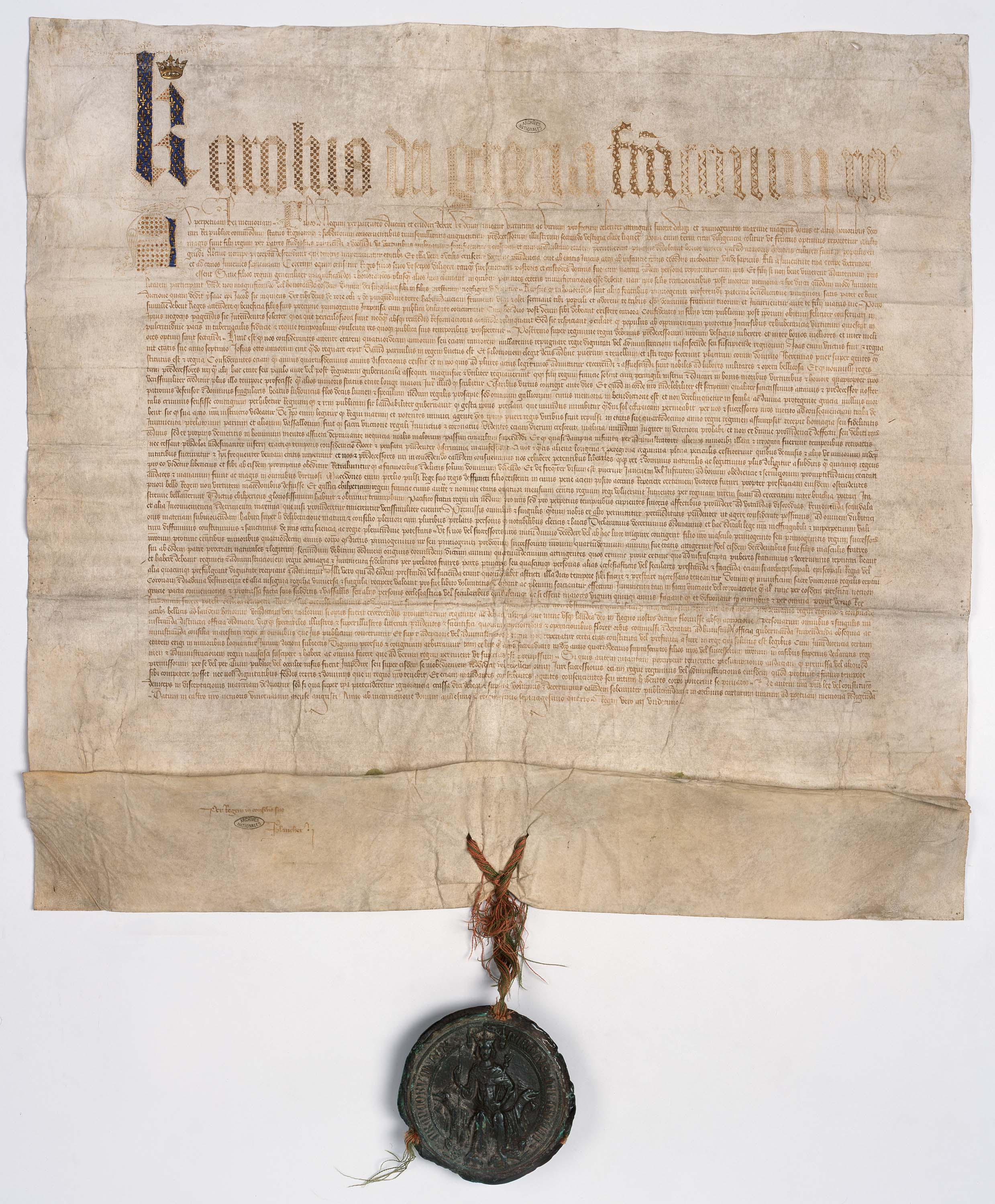
Ordonnanz des Königs Karl V., mit der das Volljährigkeitsalter des Königs auf 14 Jahre festgelegt und die Regentschaft organisiert wurde (Archives nationales, AE-II-395)

Regent oder Regentin von Frankreich war der Titel, der der Person verliehen wurde, die dazu bestimmt war, königliche Rechte wahrzunehmen und das Königreich Frankreich während der Minderjährigkeit oder Abwesenheit des Königs zu regieren. Prinzen, Königinnen und Bischöfe waren mit der Regentschaft durch verschiedene Arten der Bestellung betraut worden. Das Ende dieser Regentschaft trat durch die Volljährigkeit des Königs, seine Rückkehr nach Frankreich oder sein Tod (im Fall des Königs Johann I.) ein.
Der Titel „Regent“ wurde erstmals 1316 nach dem Tod von Ludwig X. verwendet. Der Bruder des verstorbenen Königs, Philipp der Lange, war der erste, der sich als Regent bezeichnete: regis Francorum (oder Francie) filius, regens regna Francie et Navarre – Sohn des Königs von Frankreich, Regent des Königreichs Frankreich und Navarra.
Die Bezeichnung wurde üblich und später auch auf Suger von Saint-Denis, Adela von Champagne und Blanka von Kastilien bezogen.
Ab dem 15. Jahrhundert bis zum Ende des Ancien Régime wurden Regentschaften fast durchweg von Frauen ausgeübt, die einzige Ausnahme war Philippe d’Orléans von 1715 bis 1723.
Während der Revolution war der Comte de Provence, Bruder Ludwigs XVI., ausgewandert. Die Gesetzgebende Nationalversammlung entzog ihm mit Dekreten vom 18. Januar 1792 und 17. September 1792 seine Rechte auf die Regentschaft Frankreichs. Eine Woche nach der Hinrichtung Ludwigs XVI., am 28. Januar 1793, nahm der Graf mit der Erklärung von Hamm dennoch den Titel eines Regenten an.
Regentschaften gab es auch im Ersten und Zweiten Kaiserreich.

## Gründe für eine Regentschaft
Eine Regentschaft wurde eingerichtet, wenn der König rechtsunfähig war. Dabei war Minderjährigkeit der häufigste Grund für eine Rechtsunfähigkeit, andere Gründe waren geistige Umnachtung, Abwesenheit und Gefangenschaft (s. auch Regierungsunfähigkeit).

## Regenten und Regentinnen von Frankreich von 885 bis 1870
- 885–887: Karl III., ostfränkischer König, während der Minderjährigkeit des westfränkischen Königs Karl III., Bruder des verstorbenen Königs Karlmann; er wurde von den Großen des Reichs nach der Wikingerinvasion abgesetzt.
- 954–956: Brun von Köln war Regent während der Minderjährigkeit Lothars.

### 11. Jahrhundert
- 1060–1066: Balduin V., Graf von Flandern, Onkel von Philipp I. (als Tutor bezeichnet[5]), vielleicht mit Anna von Kiew, Königin von Frankreich, Mutter Philipps I., während Philipps Minderjährigkeit; 1066 teile Philipp Balduin mit, dass er im Alter von 14 Jahren volljährig geworden sei.[6][7]

### 12. Jahrhundert
- 1147–1149: Suger, Abt von Saint-Denis und wichtigster Berater Ludwigs VI., wegen der Abwesenheit des Königs,[8][9] der am Zweiten Kreuzzug teilnahm; Suger wurde unterstützt von Samson, Erzbischof von Reims[9] und Raoul, Graf von Vermandois.[8][9]

### 13. Jahrhundert
- 1226–1235: erste Regentschaft der Königin Blanka von Kastilien, Witwe von Ludwig VIII. und Mutter Ludwigs IX., der beim Tod seines Vaters 12 Jahre alt war.[10][11]
- 1248–1252: zweite Regentschaft der Königin Blanka von Kastilien, Mutter Ludwigs IX., wegen der Abwesenheit des Königs, der den Sechsten Kreuzzug anführte.[10][11]
- 1252–1254: Kronprinz Ludwig (Regentschaftsrat unter Alfons von Poitiers und Karl von Anjou) aufgrund der Abwesenheit Ludwigs IX.[11]
- 1270: erste Lieutenance Matthieu de Vendômes, Abt von Saint-Denis, und Simon de Nesles wegen der Abwesenheit Ludwigs IX.,[12] unterstützt von einem Regentschaftsrat.[11]
- 1285: zweite Lieutenance Mathieu de Vendômes und Simon de Nesles, diesmal wegen der Abwesenheit Philipps III.[13]

### 14. Jahrhundert
- 1316: Regentschaft Philipps des Langen, Graf von Poitiers, und späteren Königs Philipp V.;[11] die Regentschaft begann mit dem Tod Ludwigs X., da die Königin schwanger war, und setzte sich mit der posthumen Geburt Johanns I. als Minderjährigkeits-Regentschaft fort.[14]
- 1328: Regentschaft Philipps von Valois und späteren Königs Philipp VI.; die Regentschaft begann mit dem Tod Karls IV., da die Königin schwanger war, und endete mit der posthumen Geburt von deren Tochter Blanche
- 1356–1360: Regentschaft des Dauphin Charles, Herzog von Normandie, des späteren Königs Karl V., Sohn von König Johann II., der in England in Gefangenschaft war; der Dauphin wurde von 1356 bis 1358 al Lieutenant-général du Royaume bezeichnet.
- 1364: Erneute Regentschaft des Dauphins während der zweiten Gefangenschaft Johanns II.
- 1380–1388: Ludwig von Anjou, Onkel von Karl VI., wegen der Minderjährigkeit des Königs. Ab der Krönung[15] nahmen seine Onkel (Ludwig von Anjou (bis 1384), Johann von Berry, Philipp von Burgund und Ludwig von Bourbon) die Regentschaft gemeinsam wahr (siehe Regierung der Herzöge); die Regentschaft endete 1388 und damit sechs Jahre nach der offiziellen Volljährigkeit Karls VI.

### 15. Jahrhundert
- 1418–1422: Charles, Dauphin de Viennois, späterer König Karl VII.[16]
- 1422 – 1435: Regentschaft de facto von John of Lancaster, 1. Duke of Bedford, Onkel des Königs Heinrich VI., während dessen Minderjährigkeit (im Zusammenhang mit der Besetzung Frankreich durch die Engländer während des Hundertjährigen Kriegs).[11]
- 1483-1491: Anne de Beaujeu, Duchesse de Bourbon, Tochter von Ludwigs XI., und ihr Ehemann Pierre de Beaujeu während der Minderjährigkeit des Königs Karl VIII.; Anne und Pierre waren Schwester bzw. Schwager des Königs.

### 16. Jahrhundert
- 1515: Regentschaft Luise von Savoyens, Mutter des Königs Franz I., während dessen Feldzugs in Italien.[11]
- 1524–1526: Regentschaft Luise von Savoyens während des Feldzugs Franz’ I. in Italien und der anschließenden Gefangenschaft.
- 1552: erste Regentschaft der Königin Caterina de’ Medici, Ehefrau von König Heinrich II. während dessen „Deutschlandreise“ genannten Feldzug.[17]
- 1560 – 1563: zweite Regentschaft Caterina de‘ Medicis, Witwe von König Heinrich II., und Mutter des Königs Karl IX. während dessen Minderjährigkeit;[11][17] die Regentschaft endete am 17. August 1563 mit dem Lit de justice im Parlement de Rouen.[18][7]
  - 1561–1562: Lieutenance-générale von Antoine de Bourbon, König von Navarra und Premier prince du sang;[19] Am 27. März 1561 trat Antoine de Bourbon als Regent zurück und wurde i Gegenzug zum Lieutenant-général du Royaume ernannt.[19]
- 1567: Lieutenance-générale des Herzog von Anjou, späterer König Heinrich III.;[19] beim Tod des Connétables Anne de Montmorency wurde der 16-jährige Heinrich zum Lieutenant-générale du Royaume ernannt.[19]
- 1574: dritte Regentschaft Caterina de’ Medicis, während der Abwesenheit sdes Königs Heinrich III.[11] bis zu dessen Rückkehr aus Polen, zu dessen König er gewählt worden war.

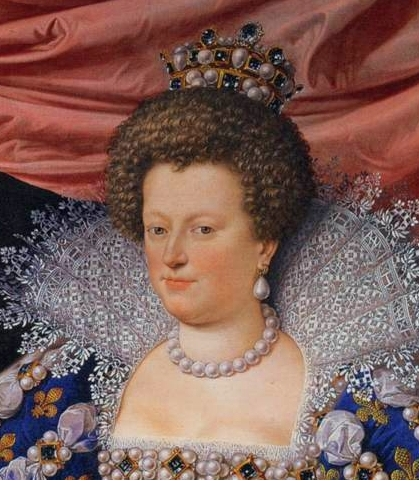
Maria de’ Medici als Regentin, Porträt von Frans Pourbus dem Jüngeren, 1611, Uffizien

### 17. Jahrhundert
- 1610–1614: Regentschaft der Königin Maria de’ Medici, Witwe von Heinrich IV. und Mutter von Ludwig XIII. wegen dessen Minderjährigkeit;[11] am 13. Mai 1610, dem Tag ihrer Krönung, vertraute Heinrich IV. ihr die Regentschaft mündlich an;[17] am Tag darauf wandelte die Ermordung Heinrichs IV. diese Regentschaft in einer Regentschaft wegen Minderjährigkeit um;[17] die Regentschaft endete am 2. Oktober 1614 mit dem Lit de justice im Parlement de Paris.[20][21] Maria de’ Medici regierte bis 1617.
- 1643–1651: Regentschaft der Königin Anne d’Autriche, Mutter von Ludwig XIV. während dessen Minderjährigkeit;[11] die Regentschaft endete am 2. Oktober 1641 mit dem Lit de justice im Parlement de Paris;[21] der Kardinal Mazarin regierte bis 1661.
  - 1643: Lieutenance générale von Gaston d’Orléans.[19]
- 1672: Regentschaft der Königin Marie-Thérèse d’Autriche, Ehefrau Ludwigs XIV., während der Abwesenheit des Königs[11] während des Holländischen Kriegs; die Regentschaft dauerte vom 12. Juni bis zum 13. August 1672.

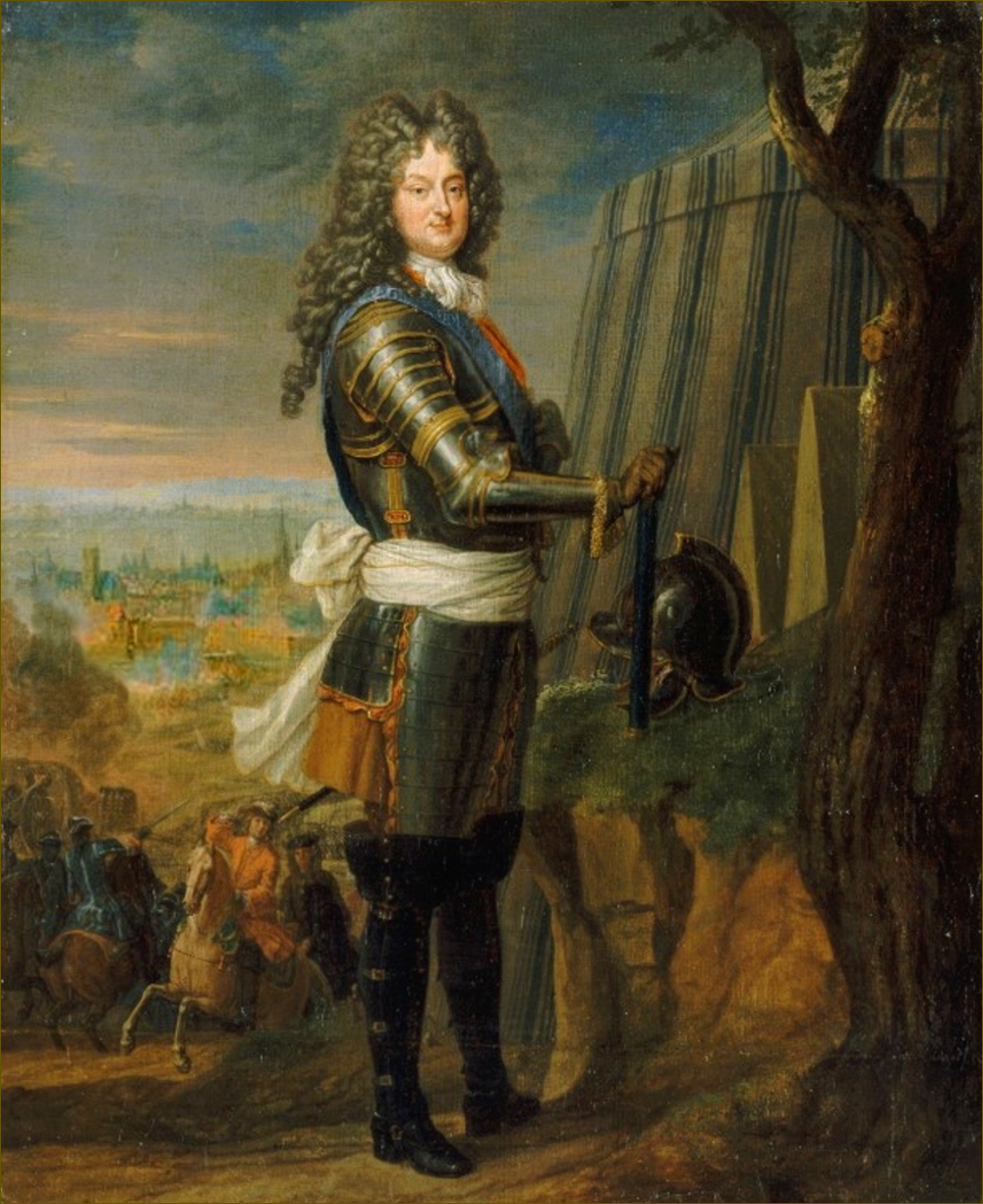
Philippe d’Orléans als Regent, Porträt nach Jean-Baptiste Santerre, 1717, Schloss Versailles

### 18. Jahrhundert
- 1715–1723: Regentschaft von Philippe d’Orléans, genannt le Régent, Onkel von Ludwig XV., Regent während dessen Minderjährigkeit;[7] diese Regentschaft konstituierte ein politisches Regime in sich: die Régence. Sie endete mit dem Lit de justice im Parlement de Paris vom 23. Februar 1723.[22][21]
- 1793–1795: Die Regentschaft de jure des Comte de Provence und späteren Königs Ludwig XVIII., Onkel von Ludwig XVII., während dessen Minderjährigkeit.[23]
  - 1793–1814: Lieutenance-générale des Comte d’Artois und späteren Königs Karl X., Bruder Ludwigs XVIII.;[23] am 28. Januar 1793 übertrug Ludwig XVIII. seinem Bruder das Amt des Lieutenant-général du Royaume;[19] er behielt sie bis in die ersten Wochen der Restauration.[19] Im März 1814 ging er Ludwig XVIII. nach Frankreich voraus,[19] am 12. April 1814 zog er in Paris ein,[19] am 14. April 1814 übertrug ihm der Senat – ohne ihn als Lieutenant général du royaume anzuerkennen – die provisorische Regierung.[19] Er nahm die Aufgabe bis zum 5. Mai 1814 wahr, dem Tag der Ankunft Ludwigs XVIII.[19]

### 19. Jahrhundert
- 1812–1814: Marie-Louise d’Autriche, Kaiserin der Franzosen, zweite Ehefrau Napoleons übt während der Koalitionskriege die Regentschaft aus.
- 1815: Joseph Bonaparte, ehemaliger König von Neapel und von Spanien, Bruder Napoleons, übte die Regentschaft für seinen minderjährigen Neffen Napoleon II. am Ende der Herrschaft der Hundert Tage aus.
- 1830: Louis-Philippe, Herzog von Orléans, Lieutenant général du royaume seit dem 31. Juli 1830, von König Karl X. als Regent nominiert, der am 2. August abdankte, nach dem Verzicht von dessen Sohn, des Duc d’Angoulême (Ludwig XIX.) und der Thronbesteigung seines zehnjährigen Enkels Henri d’Artois. Am 9. August 1830 wurde der Herzog von Orléans selbst König der Franzosen.
- 1859: erste Regentschaft der Kaiserin Eugénie de Montijo, Ehefrau von Napoleon III., während dessen Abwesenheit im Sardinischen Krieg.[11] Die Regentschaft begann am 10. Mai und endete am 17. Juli.[24]
- 1865: zweite Regentschaft der Kaiserin Eugénie de Montijo, während der Reise Napoleons III. nach Algerien. Die Regentschaft begann am 3. Mai 1865 und endete am 9. Juni 1865.[24]
- 1870: dritte Regentschaft der Kaiserin Eugénie de Montijo, während der Teilnahme des Kaisers am Deutsch-Französischen Krieg.[11] Die Regentschaft endete am 4. September 1870 mit der Proklamation der Republik.[24]